# Casa Serra Goday
La Casa Serra Goday és un edifici del municipi de Sant Feliu Sasserra (Bages) protegida com a bé cultural d'interès local.

## Descripció
Es tracta d'una casa de dues plantes i baixos amb la façana principal orientada a ponent i dos cossos ben diferenciats. Coberta a doble vessant, la façana de llevant és molt característica: porta d'arc de mig punt amb grans dovelles, cisterna-pou de planta circular i finestres goticitzants, entre les quals cal destacar una de geminada amb columna de fust prim; la resta de finestres tenen llinda i muntants de pedra. Els murs són fets amb carreus de pedra, de mida més gran, polits i ben escairats als angles, mentre que als panys són irregulars, petits i lligats amb morter de calç.
Recentment ha estat convenientment restaurada.

## Història
La casa fou usada, a mitjans del segle xx, com un conjunt de dependències parroquials. Restaurada fa pocs anys, és un interessant casal de base medieval amb ampliacions dels segles xvii i xviii. El finestral gòtic a llevant de la casa conserva les impostes dels arcs lobulats originals, que defineixen una estructura geminada; el propietari hi col·locà un capitell gòtic provinent d'una altra edificació per tal de conservar el finestral.